# Ex Seminario Vescovile

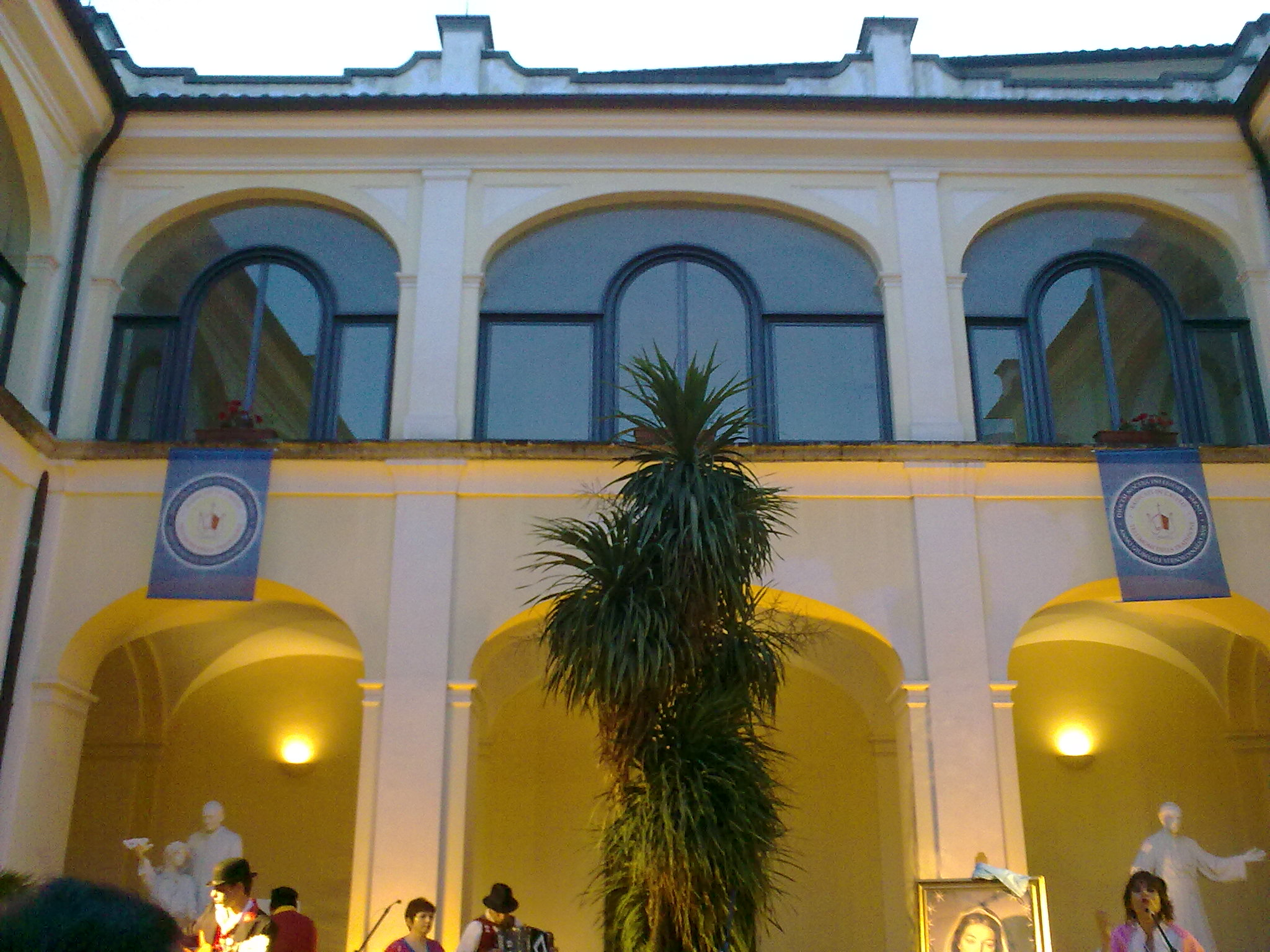
Il cortile della Curia diocesana

L'ex Seminario Vescovile, oggi Curia diocesana si trova a Nocera Inferiore.

## Origini
La prima realizzazione di un seminario diocesano a Nocera risale al 1564, e fu voluta dal vescovo comense Paolo Giovio iuniore.

## Storia
Il palazzo attuale fu cominciato nel 1653 dal vescovo Bonaventura d'Avalos.
La struttura, quadrata, presenta all'interno una corte porticata su entrambi i piani. 
Dal 1760 al 1771 il vescovo Gherardo Volpe diede luogo ad un profondo rinnovamento della struttura riedificandola con l'intervento dei capomastri Andrea e Onofrio Salvo, coadiuvati dagli stuccatori Andrea Parascandolo e Salvatore Conforto, secondo un progetto steso nel 1757. A questo periodo risalgono i prestigiosi stucchi settecenteschi che decorano le finestre esterne.
La struttura ha formato, tra gli altri, il beato Tommaso Maria Fusco di Pagani e san Alfonso Maria Fusco di Angri.
Nel 1865, è stato la sede del primo nucleo del futuro Liceo classico "Vico".

## Curia diocesana

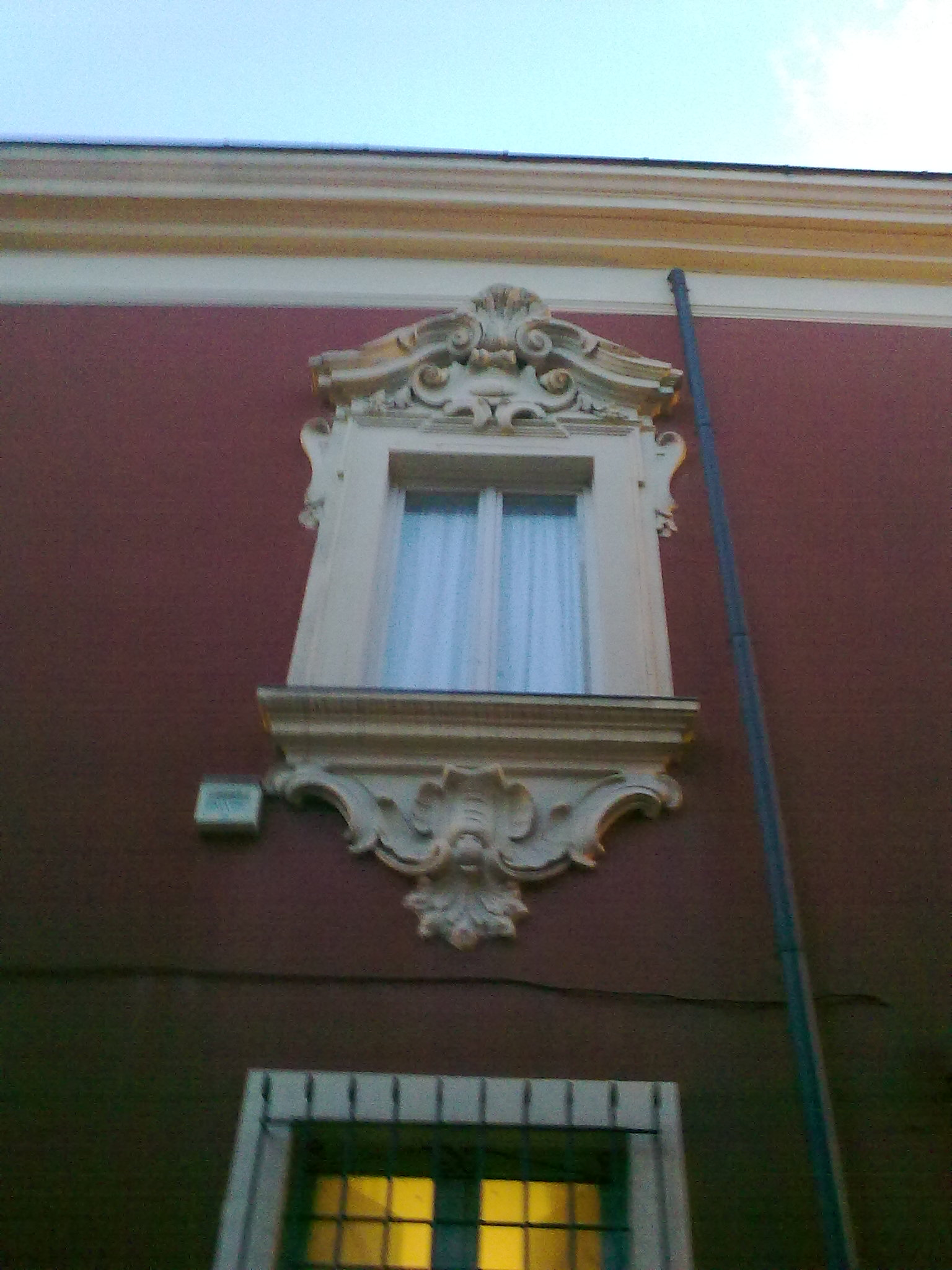
Particolare del palazzo della Curia

Oggi ospita i locali della Curia diocesana e il Museo San Prisco. Accoglie anche i circa 10.000 volumi che formano la biblioteca della diocesi.